# Epanthidium chapadense
Epanthidium chapadense là một loài Hymenoptera trong họ Megachilidae. Loài này được Urban mô tả khoa học năm 2006.